# Andrei Zenkov
Andrei Anatolievich Zenkov (en russe : Андрей Анатольевич Зенков), né le 10 novembre 1961 à Apatity, est un biathlète soviétique. 

## Biographie
Aux Championnats du monde en 1985, il gagne son unique médaille internationale en remportant le titre sur le relais avec Yuri Kashkarov, Algimantas Šalna et Sergey Bulygin. Il prend part aussi à la Coupe du monde, qu'il finit cinquième cette année.
Au total, il remporte deux manches durant sa carrière, sur le format de l'individuel.

## Palmarès
- Mondiaux 1985 à Ruhpolding :
  -  Médaille d'or en relais.

### Coupe du monde
- 5e du classement général en 1985.
- 3 podiums individuels : 2 victoires et 1 troisième place[1].
- 2 victoires en relais.

### Championnats du monde junior
- Médaille de bronze du relais en 1981[1].